# Gooloogongia
Gooloogongia — рід доісторичних ризодонтних риб. Гулоогонгія жила в пізньому девонському періоді (фаменський етап, близько 360 мільйонів років тому). Скам'янілості були знайдені в Кановіндра (Австралія). Його назвали Зеріна Йохансон і Пер Алберг у 1998 році. За загальним розміром і формою Gooloogongia схожа на сучасну саратогу (Scleropages leichardti), яка мешкає в тропічних річках північної Австралії.

## Морфологічний опис
Гулоогонгія мала великі розміри (близько 90 см). Gooloogongia мав два ряди зубів у щелепі, зовнішній ряд являв собою маленькі зуби, а внутрішній ряд являв собою більші ікла. Ікла Gooloogongia гострі та схожі на голки, але, ймовірно, вони були недостатньо міцними, щоб пробити панцирну пластину малих плакодерм.